# Saint-André-le-Coq
Saint-André-le-Coq – miejscowość i gmina we Francji, w regionie Owernia-Rodan-Alpy, w departamencie Puy-de-Dôme.
Według danych na rok 1990 gminę zamieszkiwało 461 osób, a gęstość zaludnienia wynosiła 26 osób/km² (wśród 1310 gmin Owernii Saint-André-le-Coq plasuje się na 428. miejscu pod względem liczby ludności, natomiast pod względem powierzchni na miejscu 532.).